# Stanley Bleifeld
 (décembre 2018).
Stanley Bleifeld, né le 28 août 1924 à Brooklyn et mort le 26 mars 2011, est un peintre et sculpteur américain.

## Biographie
Stanley Bleifeld naît le 28 août 1924 à Brooklyn. Il voyage en Israël et au Mexique, puis vit à Rome en 1962 et 1963. À partir de 1962, il expose fréquemment à New York.
Il meurt le 26 mars 2011.